# Citrus garrawayae
Citrus garrawayae, comúnmente conocido como lima de Mount White, es un arbusto o árbol perteneciente al género Citrus, dentro de la familia de las rutáceas. Se distribuye por Nueva Guinea (Isla Goodenough) y Queensland (Australia).

## Descripción

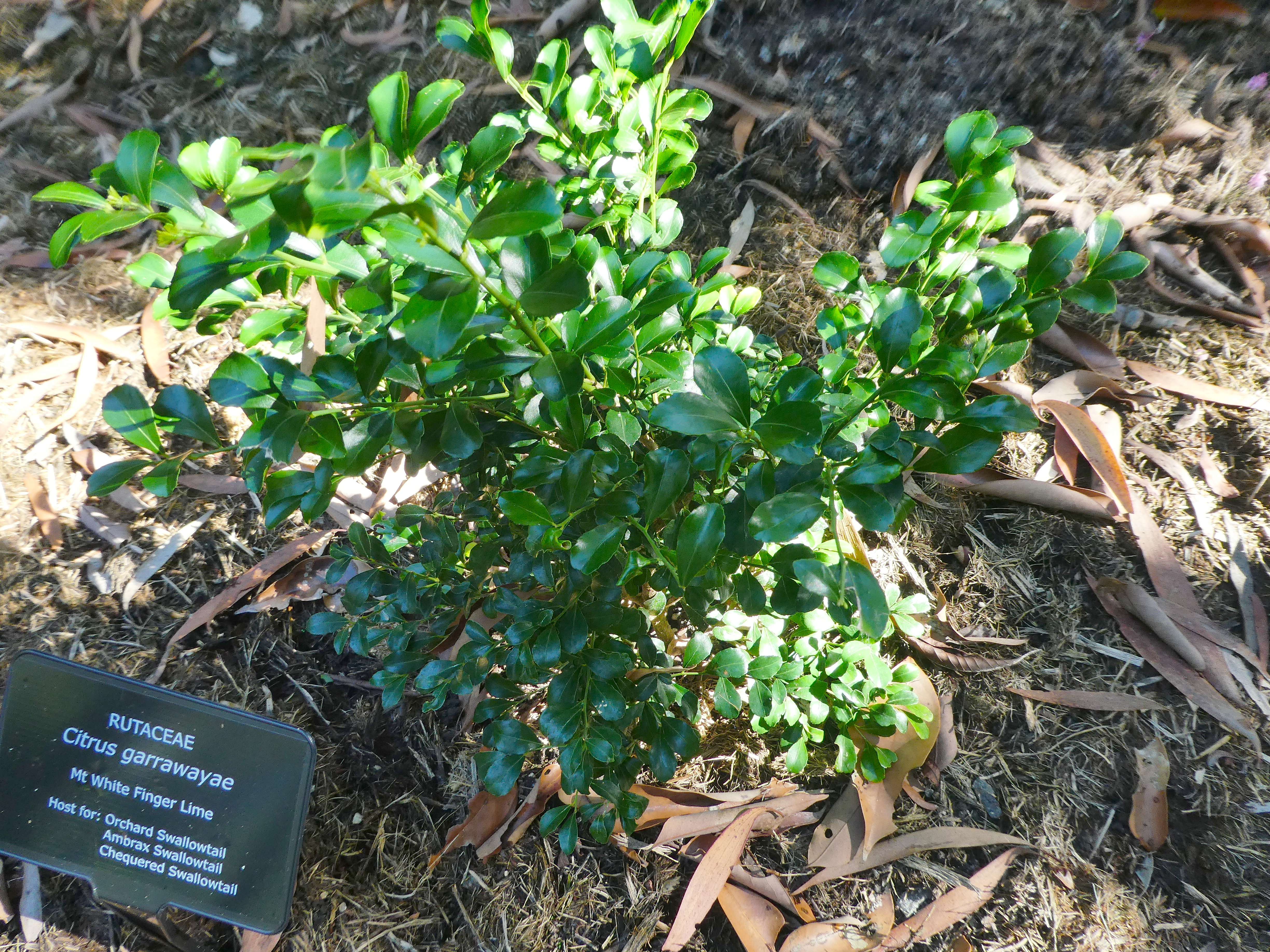
Vista de la planta

La lima de Mount White es un árbol silvestre y espinoso que puede llegar a los 15 m de altura, aunque normalmente es más pequeño.

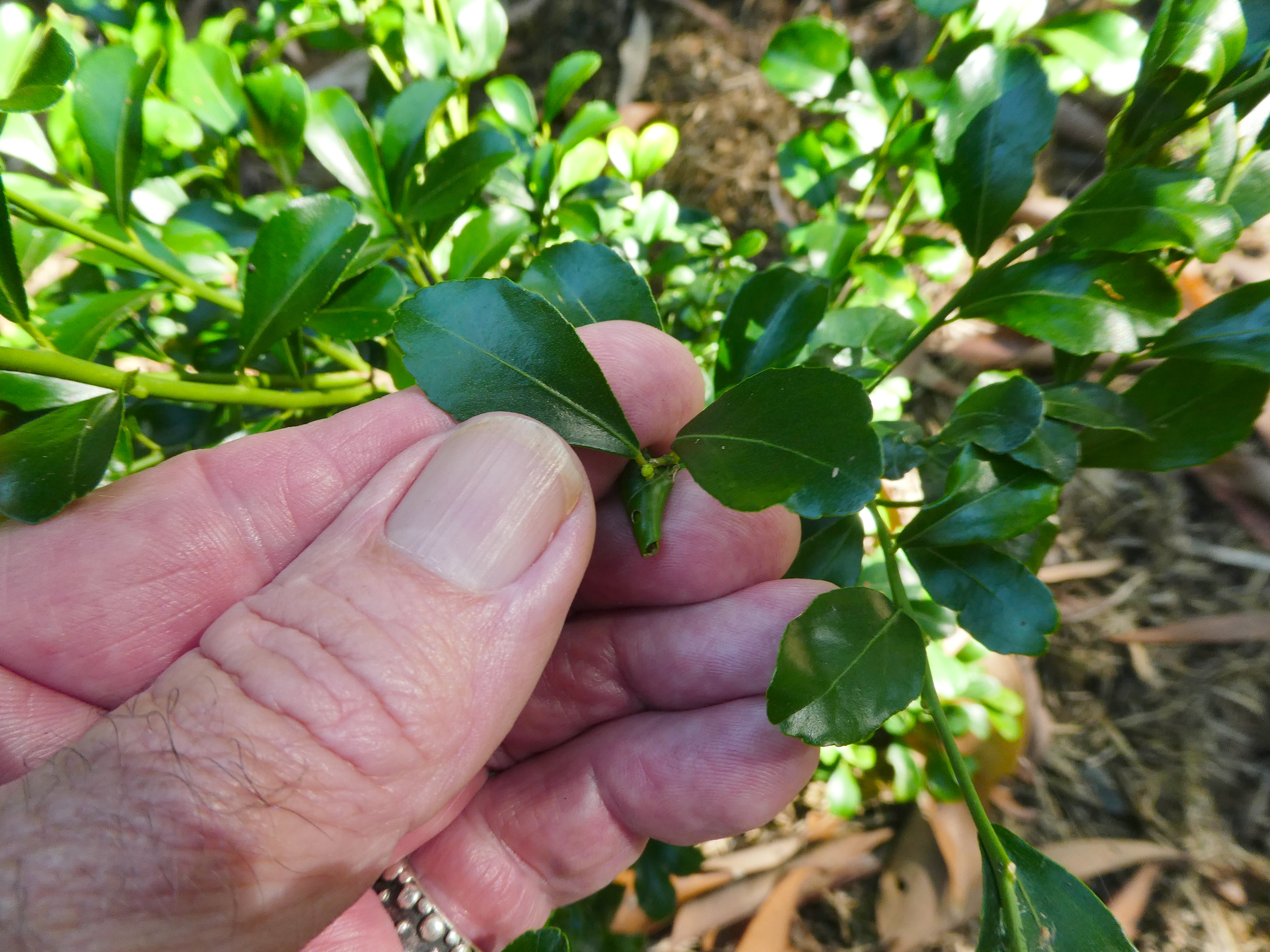
Hojas

Sus frutos son alargados, pudiendo llegar a los 8 cm de largo. La piel, además de rugosa, presenta un color verde amarillento y su pulpa, aunque es comestible, tiene un sabor ligeramente ácida.

## Distribución y hábitat
Su área de distribución se sitúa entre Nueva Guinea (Isla Goodenough) y Queensland (concretamente en la Provincia del Cabo, Península de York (Australia)) y crece principalmente en el bioma tropical húmedo.

## Taxonomía
Citrus garrawayae fue descrito por el botánico australiano Frederick Manson Bailey y publicada por primera vez en la revista científica Queensland Agricultural Journal 15: 491 en 1900.

Etimología
- Citrus: nombre genérico que proviene del latín citrus, que se refiere a los árboles y arbustos que producen frutas cítricas, como limones, naranjas y limas. El término citrus tiene sus raíces en el griego antiguo κίτρον (kítron), que significa 'cítricos' o 'fruto de cítricos'.
- garrawayae: epíteto específico otorgado en honor a la colectora de la especie R.W.Garraway.[4]

## Estado de conservación
En la Lista Roja de Especies Amenazadas de la UICN, la especie está clasificada como de “Preocupación Menor (LC)”.

## Usos
Los indígenas australianos y los indígenes de Nueva Guinea, así como los primeros colonos, han utilizado sus frutos como fuente de alimento local. Además, actualmente los podemos encontrar en la cocina australiana moderna formando parte de mermeladas y salsas.